# Ананьев, Александр Фёдорович
Александр Фёдорович Ананьев (15 августа 1926, Куртамышский район, Уральская область — 12 октября 2011, Челябинск) — токарь-расточник Челябинского станкостроительного завода имени Серго Орджоникидзе Министерства машиностроения СССР. Герой Социалистического Труда (1971), участник Великой Отечественной войны.

## Биография
Александр Фёдорович Ананьев родился 15 августа 1926 года в многодетной крестьянской семье в посёлке Американовка Таволжанского сельсовета Куртамышского района Курганского округа Уральской области РСФСР. Ныне посёлок не существует, его территория входит в Куртамышский муниципальный округ Курганской области. Русский.
В 1930-е годы семья Ананьевых переехала в деревню Стрижово (Никольское 1-е) Таволжанского сельсовета, где вступили в колхоз «Новая жизнь». Отец Александра работал в колхозе конюхом, а мать разнорабочей. Здесь, окончив семилетнюю школу, стал работать в колхозе. В 1942 году был направлен на лесозаготовки в город Сатку Челябинской области. 
В 1942 году вступил в ВЛКСМ.
В ноябре 1943 года призван Куртамышским РВК в Рабоче-крестьянскую Красную Армию. Сначала направили в учебный стрелковый полк в Тюменскую область, учиться на снайпера. Но потом часть расформировали. Ананьев оказался под Ульяновском, в лагере Поливна. Здесь он выучился на заряжающего танка Т-34-85. По окончании учебной части служил танкистом, заряжающим в 3-м танковом батальоне 120-й отдельной танковой бригады 3-го Белорусского фронта. Участвовал в сражениях за Восточную Пруссию. Войну закончил в Польше, потом служил в Северной группе войск. С 1946 года служил в Свердловской области, в кадрированной части под Пышмой. Здесь Ананьев занимался консервацией и поддерживанием в рабочем состоянии самоходок СУ-100, ИСУ-152.
Демобилизовался в 1950 году, старший сержант в отставке. Поселился в Челябинске, где устроился учеником на заводе № 78 (будущий «Станкомаш»).
На «Станкомаше» участвовал в изготовлении деталей для танков Т-72, Т-80 и Т-90 и другой военной техники. В своей работе применял передовые рационализаторские методы, в результате чего ежегодно перевыполнял производственный план. В 1966 году за применение передовых технологий, рабочую смекалку и творчество при изготовлении изделий Ананьев получил орден Трудового Красного Знамени. Без отрыва от производства окончил в 1970 году школу мастеров, получив шестой разряд расточника. Первым на предприятии поддержал всесоюзный почин «Пятилетку — в четыре года». Активный рационализатор. Указом Президиума Верховного Совета СССР от 26 апреля 1971 года удостоен звания Героя Социалистического Труда с вручением ордена Ленина и золотой медали «Серп и Молот».
Участвовал в общественной жизни завода. Стал инициатором движения наставничества. Принимал участие в работе коллегии Министерства машиностроения СССР (1971—80). Избирался членом Челябинского обкома КПСС. В 1971 году избран делегатом XXIV съезда КПСС. Депутат Челябинского городского Совета депутатов трудящихся (1971).
В 1975 году удостоен Премии Министерства машиностроения за рационализаторское предложение по обработке металлических деталей специальным инструментом, в результате чего завод досрочно выполнил оборонный заказ.
С 1986 персональный пенсионер союзного значения. Будучи пенсионером, в течение последующих пяти продолжал работать на заводе бригадиром покрасочной бригады. В 1991 году покинул родной завод. Некоторое время работал сторожем во Дворце спорта в Челябинске.
Александр Фёдорович Ананьев умер 12 октября 2011 года в городе Челябинске Челябинской области.

## Награды
- Герой Социалистического Труда — указом Президиума Верховного Совета СССР от 26 апреля 1971 года
  - Орден Ленина № 402057
  - Медаль «Серп и Молот» № 16207
- Орден Отечественной войны II степени, 1 августа 1986 года[2]
- Орден Трудового Красного Знамени, 28 июля 1966 года
- Медали, в том числе
  - Медаль «За отвагу», 25 апреля 1945 года[3]
  - Медаль «За взятие Кёнигсберга»
- Лауреат премии Министерства машиностроения СССР, 1975 год
- Победитель социалистического соревнования, дважды: 1974 год, 1979 год
- Отмечен нагрудными знаками «Ударник пятилетки», трижды: Девятая пятилетка, 1975 год, Десятая пятилетка, 1981 год, Одиннадцатая пятилетка, 1985 год